# Barron Hilton

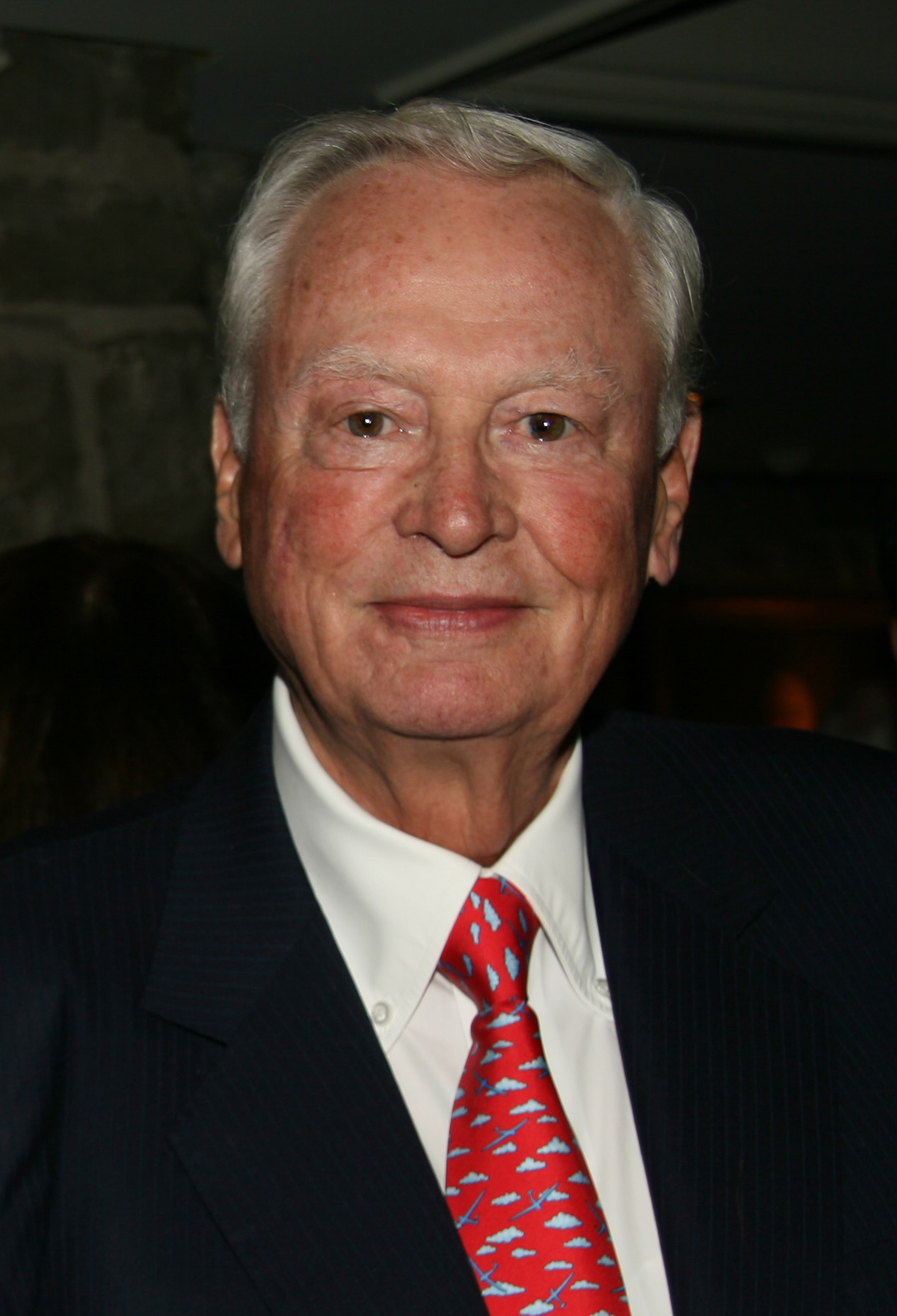
Barron Hilton (2013)

William Barron Hilton (* 23. Oktober 1927 in Dallas, Texas; † 19. September 2019) war ein US-amerikanischer Unternehmer. Er war Erbe der 1919 gegründeten Hilton-Hotelkette.

## Privates

### Familie
Hilton wurde 1927 in Dallas als zweiter Sohn des Hotelgründers Conrad Hilton und Mary Adelaide Barron geboren. Seine Brüder sind Erik Hilton und Conrad Hilton Jr., der erste Mann der Schauspielerin Elizabeth Taylor (1950). Er hatte eine jüngere Halbschwester, Francesca Hilton, Tochter von Zsa Zsa Gabor.
Hilton heiratete 1947 Marilyn Hawley (* 11. Februar 1928; † März 2004), mit der er acht Kinder bekam: William Barron Hilton, Jr. (* 1948), Hawley Anne Hilton (* 1949), Stephen Michael Hilton (* 1950), David Alan Hilton (* 1952), Sharon Constance Hilton (* 1953), Richard Howard Hilton (* 1955), Daniel Kevin Hilton (* 1962) und Ronald Jeffrey Hilton (* 1963).
Sein Sohn Richard ist der Vater von Paris und Nicky Hilton, ein weiterer Enkel ist der namensgleiche Barron Hilton.

### Vermögen
Das Erbe Hiltons beträgt laut The Forbes 400 2,3 Milliarden Dollar. Im August 2010 versprach Hilton, etwa 75 % seines Vermögens zugunsten der Kampagne The Giving Pledge zu spenden. Die Initiative war im Juni des Jahres von Bill Gates und Warren Buffett ins Leben gerufen worden, um US-amerikanische „Superreiche“ dazu zu bewegen, mehr als die Hälfte ihres Vermögens an wohltätige Zwecke zu spenden.

### Leben
Barron Hilton war einige Jahre geschäftlich in Los Angeles tätig, er war zu dieser Zeit Mitglied im Vorstand der Statler Hotels Delaware Corporation sowie in der Conrad N. Hilton Foundation. 1954 wurde er zum Vizepräsidenten der Hilton Hotels Corporation gewählt. Sein Vater war zu dieser Zeit der Präsident der Firma. Hilton hatte noch in mehreren anderen Unternehmen geschäftsführende Positionen inne, darunter waren Flugzeug-Charter-Firmen, Getränkehersteller und texanische Ölunternehmen.
1960 gründete er das American-Football-Team San Diego Chargers. Die Chargers sind ein Team der National Football League (NFL) und spielen dort in der Western Division der American Football Conference (AFC).
1966 übernahm er die Präsidentschaft der Hilton-Kette. 1982 gründete er die Luxus-Hotelkette Conrad Hotels.
Im Juli 2007 erwarb der Investor Blackstone Group die Hilton-Kette für 26 Milliarden US-Dollar.

## Segelflug
Zusammen mit Helmut Reichmann gründete er 1981 den Barron Hilton Cup, einen der wichtigsten internationalen Segelflugwettbewerbe. Die Gewinner dieses über zwei Jahre laufenden Wettbewerbes werden zu einem Aufenthalt auf der Flying M Ranch des Hotelerben eingeladen. Hier kann, mit vielen Berühmtheiten des Luftsports und der zivilen sowie militärischen Fliegerei, bei besten thermischen Bedingungen geflogen werden.